# Il cane dell'ortolano (film)
Il cane dell'ortolano (El perro del hortelano) è un film del 1996 diretto da Pilar Miró tratto dall'omonima commedia di Lope de Vega.

## Trama
Quando la nubile Diana, contessa di Belfior, scopre che Teodoro, suo segretario, corteggia Marcela, sua cameriera, per invidia si innamora di lui, ma non può sposarlo a causa della differente classe sociale. Tristan, servitore di Teodoro, risolve la situazione trovandogli un padre nobile.

## Riconoscimenti
- Premio Goya:
  - Miglior regista a Pilar Miró
  - Migliore attrice a Emma Suárez
  - Migliore sceneggiatura non originale a Pilar Miró e a Rafael Pérez Sierra
  - Miglior fotografia a Javier Aguirresarobe
  - Miglior scenografia a Félix Murcia
  - Migliori costumi a Pedro Moreno
  - Miglior trucco e acconciatura a Juan Pedro Hernández, Esther Martín e Mercedes Paradela
  - Candidatura per il Miglior film a Pilar Miró
  - Candidatura per il miglior attore protagonista a Carmelo Gómez
  - Candidatura per il miglior montaggio a Pablo del Amo
  - Candidatura per la miglior colonna sonora a José Nieto
  - Candidatura per il miglior sonoro a Carlos Faruolo, Ray Gillón e Antonio Bloch